# Pop Alexandru
Alexandru Pop (n. 17 aprilie 1880, Coroiu jud Mureș – d. 24 octombrie 1938, Seneruș) a fost un preot greco-catolic – membru în Consiliul Național Român din Târnăveni membru al P.N.R.

## Date biografice
Locul și data nașterii:Coroiu,jud Mureș,17 apr 1880
Studii:Institul Teologic greco-catolic Blaj
A fost preot greco-catolic,iar din 1927 preot ortodox în Șoimuș membru în Consiliul Național Român din Târnăveni.A fost membru al P.N.L fiind ales consilier județean între 1934-1937.A fost decorat cu medalia ”Răsplata muncii pentru biserică” clasa a II-a.A decedat la Seneruș,în 24 octombrie 1938..